# PIKU
피쿠(PIKU)는 두 가지 선택지 중, 하나를 골라 마지막 최종 결정을 하여 우승을 매기는 사이트이다. 흔히 이상형 월드컵이라고 불린다. 